# Maesa integrifolia
Maesa integrifolia är en viveväxtart som beskrevs av Ridley. Maesa integrifolia ingår i släktet Maesa och familjen viveväxter. Inga underarter finns listade i Catalogue of Life.